# José Couceiro
José Couceiro (Lissabon, 4 oktober 1962) is een Portugees voormalig voetballer. Hij is als hoofdtrainer in dienst van Vitória de Setúbal.

## Spelerscarrière
Couceiro speelde zijn gehele carrière in Portugal bij laagvliegers. Hij begon bij Montijo, daarna speelde hij bij Barreirense. Via Atlético en Torreense kwam Couceiro bij Oriental in zijn geboortestad Lissabon terecht. Hij eindigde zijn loopbaan bij nogmaals Torreense en Estrela da Amadora.

## Trainerscarrière
Couceiro's trainersloopbaan begon bij FC Alverca in 2003/04. Al gauw vertrok hij naar Vitória de Setúbal. Hier won hij de prijs voor beste Portugese coach. Op 1 februari 2005 tekende hij bij FC Porto, maar in de zomer voor het seizoen 2005/06 sloot hij zich aan bij Belenenses. In augustus 2006 werd hij trainer van Portugal onder 21 en met dat team behaalde hij positieve resultaten in EK's.
Hierna vertrok hij naar Litouwen, bij A Lyga-club Kaunas in juli 2008. Zijn grootste succes met Kaunas boekte Couceiro toen de derde ronde in de Champions League gehaald werd in seizoen 2008/09, nadat Kaunas het Schotse Rangers FC had verslagen over twee wedstrijden (2-1). In de derde voorronde verloor het met 4-0 (over twee wedstrijden) van het Deense Aalborg BK.
Op 14 augustus 2008 werd Couceiro bondscoach van Litouwen. Hij verving Algimantas Liubinskas. Zijn tweede wedstrijd als bondscoach was een spectaculaire 0-3 uitoverwinning op Roemenië. Verder werden Oostenrijk (2-0) en Faeröer (1-0) verslagen. Toch wist hij de Baltische ploeg niet naar het WK 2010 te loodsen. Na zestien duels vertrok hij. De Portugees werd opgevolgd door Raimondas Žutautas.
| Interlands Litouwen onder leiding van José Couceiro | Interlands Litouwen onder leiding van José Couceiro | Interlands Litouwen onder leiding van José Couceiro | Interlands Litouwen onder leiding van José Couceiro | Interlands Litouwen onder leiding van José Couceiro |
| №                                                   | Datum                                               | Wedstrijd                                           | Uitslag                                             | Competitie                                          |
| --------------------------------------------------- | --------------------------------------------------- | --------------------------------------------------- | --------------------------------------------------- | --------------------------------------------------- |
| 1                                                   | 20.08.2008                                          | Litouwen – Moldavië                                 | 3 – 0                                               | Oefeninterland                                      |
| 2                                                   | 06.09.2008                                          | Roemenië – Litouwen                                 | 0 – 3                                               | WK-kwalificatie                                     |
| 3                                                   | 10.09.2008                                          | Litouwen – Oostenrijk                               | 2 – 0                                               | WK-kwalificatie                                     |
| 4                                                   | 11.10.2008                                          | Servië – Litouwen                                   | 3 – 0                                               | WK-kwalificatie                                     |
| 5                                                   | 15.10.2008                                          | Litouwen – Faeröer                                  | 1 – 0                                               | WK-kwalificatie                                     |
| 6                                                   | 19.11.2008                                          | Litouwen – Moldavië                                 | 1 – 1                                               | Oefeninterland                                      |
| 7                                                   | 22.11.2008                                          | Estland – Litouwen                                  | 1 – 1                                               | Oefeninterland                                      |
| 8                                                   | 07.02.2009                                          | Litouwen – Polen                                    | 1 – 1                                               | Oefeninterland                                      |
| 9                                                   | 11.02.2009                                          | Andorra – Litouwen                                  | 1 – 3                                               | Oefeninterland                                      |
| 10                                                  | 28.03.2009                                          | Litouwen – Frankrijk                                | 0 – 1                                               | WK-kwalificatie                                     |
| 11                                                  | 01.04.2009                                          | Frankrijk – Litouwen                                | 1 – 0                                               | WK-kwalificatie                                     |
| 12                                                  | 06.06.2009                                          | Litouwen – Roemenië                                 | 0 – 1                                               | WK-kwalificatie                                     |
| 13                                                  | 12.08.2009                                          | Luxemburg – Litouwen                                | 0 – 1                                               | Oefeninterland                                      |
| 14                                                  | 09.09.2009                                          | Faeröer – Litouwen                                  | 2 – 1                                               | WK-kwalificatie                                     |
| 15                                                  | 10.10.2009                                          | Oostenrijk – Litouwen                               | 2 – 1                                               | WK-kwalificatie                                     |
| 16                                                  | 14.10.2009                                          | Litouwen – Servië                                   | 2 – 1                                               | WK-kwalificatie                                     |

In april 2009 had het Turkse Gaziantepspor interesse in Couceiro. Hij ging er uiteindelijk aan de slag voor anderhalf jaar. Op 26 februari 2011 was Couceiro slechts even interim-manager van Sporting Lissabon. Omdat hij wist dat een vast contract er niet in zat bij Sporting, vertrok hij in juli 2011 alweer naar Rusland, bij Lokomotiv Moskou. Een klein jaar later in mei 2012 werd zijn contract niet vernieuwd. Hij keerde terug bij Vitória de Setúbal in 2013, maar werd ontslagen op 15 mei 2014. Daarna werd hij hoofdcoach bij Estoril, waarmee hij bijna de groepsfase van de Europa League had overleefd in seizoen 2014/15 in een poule met Panathinaikos, Dinamo Moskou en PSV. Hij werd voor het einde van seizoen 2014/15, op 3 maart 2015, ontslagen. In 2016 begon Couceiro aan zijn tweede termijn als hoofdtrainer van Vitória de Setúbal.